# Сулкава
Сулкава (фин. Sulkava) — муниципалитет в Финляндии (провинция Южное Саво, ляни Восточная Финляндия).

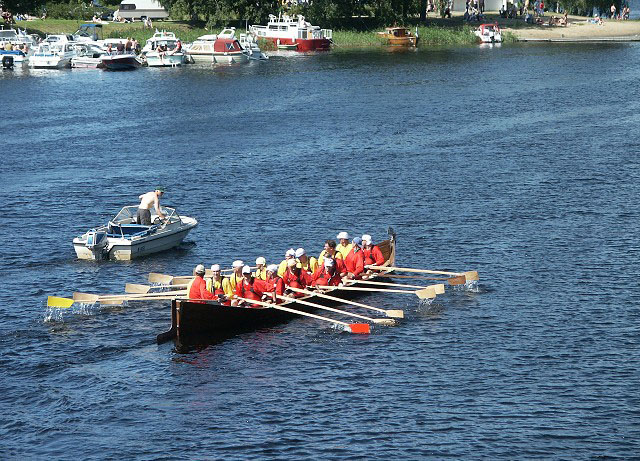
Лодочные гонки в Сулкаве

Муниципалитет известен в основном благодаря гонкам на лодках, которые проводятся с 1967 года и летом привлекают в Сулкаву сотни участников и тысячи зрителей.
В городе расположена типография компании «Финнреклама» (фин. Finnreklama Oy), которая выполняла значительный объем заказов на качественную полиграфию из Советского Союза.

## Галерея

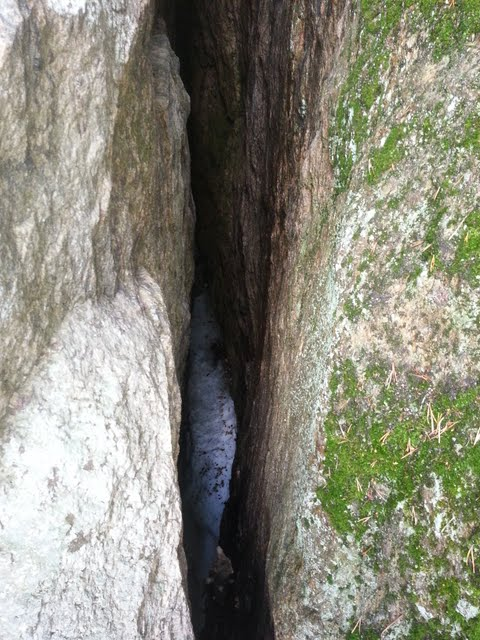
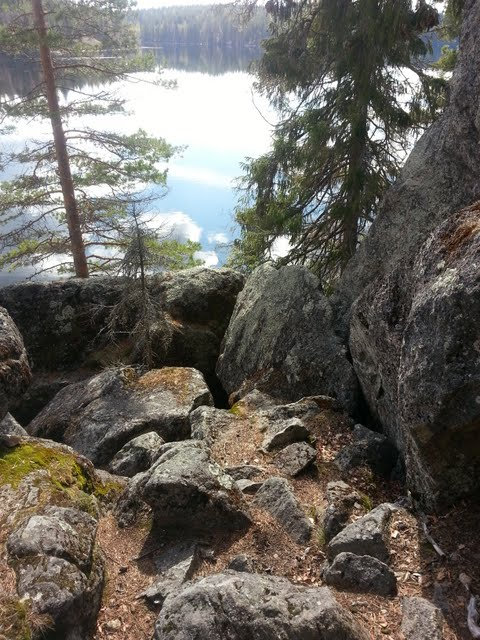
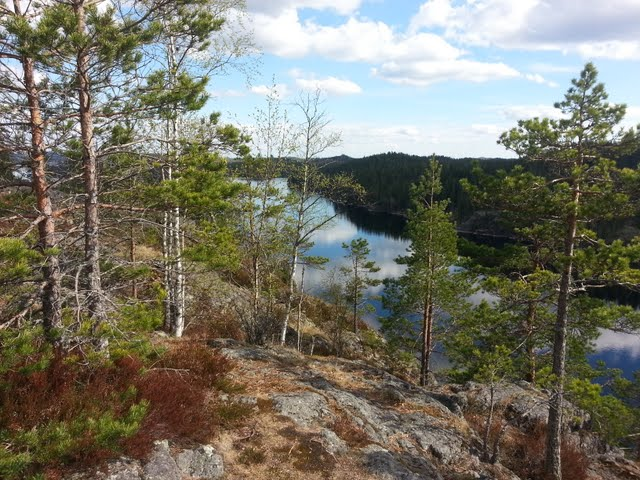